# Фінгерстайл

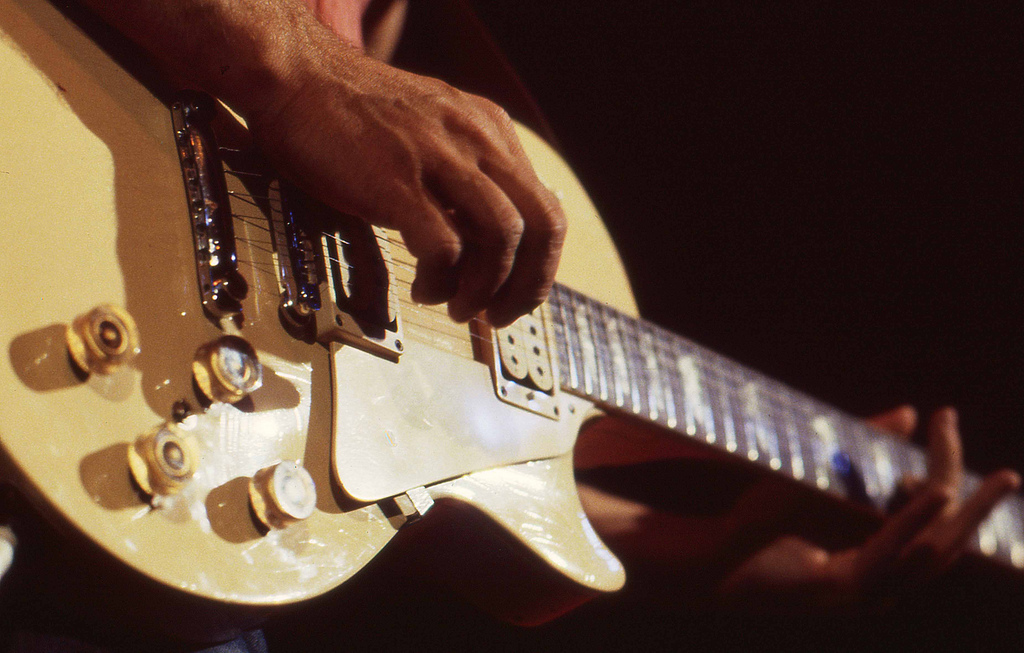

Фінгерстайл (пальцевий метод, пальцевий стиль) — техніка гри на гітарі (найчастіше акустичній), при якій звук видобувається переважно пальцями однієї або обох рук. У зв'язку з великою кількістю прийомів техніка фінгерстайл є однією з найважчих.
У цьому стилі переважно грають нігтями, як і на класичній гітарі, але часто замість гри нігтями гітаристи надягають на пальці «медіатори-кігті» — фінгерпіки.
Гра в цьому стилі дозволяє ширше розкрити можливості акустичної гітари, оскільки дозволяє грати одночасно і акомпанемент, і мелодію. У цьому стилі використовуються різні способи видобування звуку: піцикато, тепінг, флажолети, слеп та інші. Використовується також перкусійна техніка, що являє собою видобування будь-яких «мертвих нот»: удари по корпусу, струнах і багато іншого. У кожного фінгерстайл-гітариста свій набір прийомів.
Наприклад, Енді Маккі використовує тепінг, перкусію. Ентоні Дюфор використовує фінгерпік на великому пальці. Трейс Банді використовує різні каподастри та луп-машину. А Сергіо Альтамура грає на гітарі смичком.
Відомі гітаристи в цьому стилі: Чет Аткінс, Томмі Еммануель, Енді Маккі, Doyle Dykes, Чон Сонха, Марк Нопфлер, Юен Добсон, Ігор Прєсняков, Джон Батлер, Трейс Банді, Сергіо Альтамура, Ентоні Дюфор, Ерік Монґрен, Дон Росс.
Подібна техніка характерна також для кантрі та схожих стилів. 